# Andréi Perlov
Andréi Borisovich Perlov (en ruso: Андрей Борисович Перлов; Novosibirsk, 12 de diciembre de 1961) es un atleta ruso especializado en marcha atlética.
En 1992 acudió a los Juegos Olímpicos de Barcelona bajo la bandera del Equipo Unificado, consiguiendo la medalla de oro sobre la distancia de 50 km marcha.
Su mejor marca es de 3h:37:41 en los 50 km y fue registrada en el año 1989.